# Mono (fiume)
Il Mono è uno dei più importanti fiumi del Togo, nell'Africa Occidentale. Con i suoi 450 km è il fiume più lungo della nazione; il suo bacino comprende tutta la parte centro-orientale e sud-orientale del Togo e parte della zona sud-occidentale del Benin. Nasce dai Monti del Togo vicino al confine tra la regione di Kara e la Regione Centrale; scorre verso sud attraversando la parte centro-orientale della Regione Centrale dove riceve le acque del suo più importante affluente, l'Ogou. Nella regione del Plateaux l'uomo ha formato un lago artificiale di rilevante grandezza, il Lago di Nangbéto. 
Il Mono rappresenta la linea di confine meridionale tra Togo e Benin per un lungo tratto. Sfocia poi nel Golfo di Guinea presso una laguna detta Lago Togo.